# Dinophilus gigas
Dinophilus gigas är en ringmaskart som beskrevs av Weldon 1886. Enligt Catalogue of Life ingår Dinophilus gigas i släktet Dinophilus och familjen Dinophilidae, men enligt Dyntaxa är tillhörigheten istället släktet Dinophilus och familjen Dorvilleidae. Arten har ej påträffats i Sverige. Inga underarter finns listade i Catalogue of Life.